# 伊藤凌
伊藤 凌（いとう りょう、1996年6月2日 - ）は、日本の俳優である。
東京都出身。J-beans所属。

## 略歴
J-beansネットスカウトオーディションに合格し、2005年に日立「愛知博お礼篇」でデビューする。

## 出演

### テレビドラマ
- あの夏〜60年目の恋文〜（2006年、NHK） - 岩佐（少年期） 役
- DRAMA COMPLEX ひめゆり隊と同じ戦火を生きた少女の記録 最後のナイチンゲール（2006年8月22日、日本テレビ）
- わたしが子どもだったころ 楳図かずお篇・太田光篇（2007年・2008年、BShi） - 友人 役・太田光 役
- 鈴木先生（2011年4月 - 6月、テレビ東京） - 戸塚尚之 役
- ドン★キホーテ 第8話（2011年7月 - 9月、日本テレビ） - 不登校生徒・高橋圭太 役
- 放課後グルーヴ（2013年4月 - 6月、TBS） - 山崎拓哉 役

### 映画
- 烏は鳴いているか?（2006年） - テツオ 役
- サウスバウンド（2007年10月6日公開） - 向井幸太郎 役
- 親指しゃぶり（2008年） - 青木健児 役
- 心糸〜つむぐもの〜（2008年） - 桐山伸一（少年期） 役
- 地獄でなぜ悪い （2013年）-高校時代の橋本公次 役

### CM
- 花王 健康エコナ（2005年）
- 九州電力 ホームセキュリティー（2006年）
- マクドナルド ハッピーセット・ポケモンとくいわざカード（2006年） - ヒコザル 役
- マツモトキヨシ（2006年 - 2007年）
- エバラ 焼肉のタレ（2007年）
- けんぽれん 夏（2008年）
- サンゲツ 模様替え編（2008年）
- 栄光ゼミナール 個別学習中学生篇（2010年）

### VP
- 明治安田生命（2006年）

### スチル
- 日立 愛知博お礼広告（2005年）